# Rivière Felton
Rivière Felton är ett vattendrag i Kanada.   Det ligger i provinsen Québec, i den sydöstra delen av landet, 400 km öster om huvudstaden Ottawa. Rivière Felton ligger vid sjön Lac Saint-François.
I omgivningarna runt Rivière Felton växer i huvudsak blandskog. Runt Rivière Felton är det mycket glesbefolkat, med 6 invånare per kvadratkilometer.